# Ельцовка (приток Вонданки)
Ельцовка — река в России, протекает по Даровскому району Кировской области. Устье реки находится в 10 км от устья Вонданки по левому берегу. Длина реки составляет 13 км.
Исток реки на Северных Увалах в урочище Филимоново в 8 км к юго-западу от села Вонданка (центр Вонданского сельского поселения). Река течёт на северо-восток, протекает нежилую деревню Матвеенки. Впадает в Вонданку ниже села Вонданка.

## Данные водного реестра
По данным государственного водного реестра России относится к Камскому бассейновому округу, водохозяйственный участок реки — Вятка от города Киров до города Котельнич, речной подбассейн реки — Вятка. Речной бассейн реки — Кама.
Код объекта в государственном водном реестре — 10010300312111100035591.